# Diocese da Cantuária
A Diocese da Cantuária (em latim: Dioecesis Cantuariensis, em inglês:  Diocese of Canterbury) é uma diocese da Igreja da Inglaterra, parte da Província da Cantuária, que abrange o leste de Kent e foi fundada por Santo Agostinho da Cantuária em 597. A diocese é centrada na Catedral da Cantuária e é a sé mais antiga da Igreja da Inglaterra.
A diocese faz fronteira com Chichester e Rochester a oeste. Por razões organizacionais, a diocese está dividida em três arquidiaconatos, contendo um total de dezesseis decanatos:
- Cantuária — Cantuária, East Bridge, Reculver, Thanet e West Bridge;
- Ashford — Ashford, Dover, Elham, Romney, Sandwich e nas missões Vineyard;
- Maidstone — Maidstone, North Downs, Ospringe, Sittingbourne e Weald.

O bispo diocesano é o Arcebispo da Cantuária. No entanto, por causa de seus papéis como bispo metropolitano da Província da Cantuária, Primaz de Toda a Inglaterra e "primeiro bispo" da Comunhão Anglicana mundial, o arcebispo (cuja residência principal é no Palácio de Lambeth, em Londres) está frequentemente longe da diocese. Portanto, seu bispo sufragâneo, o Bispo de Dover (atualmente Rose Hudson-Wilkin), é de muitas maneiras autorizado a agir quase como se fosse o bispo diocesano.